# Aeroportul Kaduna
Aeroportul Kaduna (IATA: KAD, ICAO: DNKA) este un aeroport din Igabi⁠(d), Kaduna, Nigeria ce deservește zona Kaduna. Aeroportul a fost tranzitat în 2021 de 79.487 de pasageri. A fost numit după zona deservită.
Situat la o altitudine de 632 m, aeroportul dispune de o singură pistă.